# Deutsche Forschungsanstalt für Segelflug
El Deutsche Forschungsanstalt für Segelflug (DFS, "Institut Alemany de Recerca per al Vol a Vela" en alemany), es va formar el 1933 per centralitzar tota l'activitat de planificació i investigació dels planadors a Alemanya. Es va formar per la nacionalització del Rhön-Rossitten Gesellschaft (RRG) a Darmstadt.
El DFS es va implicar en la producció d'avions de formació per a les Joventuts Hitlerianes i la Luftwaffe, a més de realitzar investigacions sobre tecnologies avançades com la meteorologia, les ales voladores i la propulsió amb coets. Entre els avions produïts per DFS destaquen el planador de transport DFS 230 i el DFS 194, antecedent del Messerschmitt Me 163.